# Mikołaj Barré
Mikołaj Barré, fr. Nicolas Barré (ur. 21 października 1621 w Amiens, zm. 31 maja 1686 w Paryżu) – błogosławiony Kościoła katolickiego, francuski duchowny, minimita, kapłan, kaznodzieja, założyciel Zgromadzenia Sióstr od Dzieciątka Jezus i założyciel bezpłatnych szkół.

## Życiorys
Pochodził z wielodzietnej rodziny kupców. Do kolegium jezuitów uczęszczał od 10 roku życia, po czym, w wieku 19 lat wstąpił do zakonu minimitów (Ordo Minimorum la). Profesję zakonną złożył 31 stycznia 1642 roku, a w 1645 przyjął święcenia kapłańskie. Podjął pracę w paryskim klasztorze przy Place des Vosges (ówczesnym Place Royale), gdzie opiekował się księgozbiorem, wykładał teologię i pełnił obowiązki opiekuna duchowego.
Po chorobie, jaką przeszedł w 1655 roku, podjął prowadzenie misji ludowych i to doświadczenie dało asumpt do powstania idei oświaty ludowej. Pierwsza szkoła dla dzieci i dziewcząt z najuboższych rodzin powstała w Sotteville-les-Rouen (pod Rouen) w 1662 roku. Założył ją przy współudziale Françoise Duval i Margaret Lestocq. Od 1666 z jego inicjatywy działała, między nauczycielami powstałych szkół świecka wspólnota religijna. Wspólnota, dla zachowania niezależności, działała bez wsparcia materialnego ze strony jakichkolwiek fundacji w oparciu o zaangażowanie nauczycieli i uczniów. W 1668 roku zostały otwarte szkoły dla chłopców, a po powrocie do Paryża (w 1675) szereg szkół powszechnych i seminarium dla nauczycielek. W tym czasie kazania, które wygłaszał sprawiły, że o niepoprawnych grzesznikach mówiono: Trzeba go zaprowadzić do o. Barré.
Był doradcą Jana Chrzciciela de la Salle, założył Zgromadzenie Sióstr od Dzieciątka Jezus, był autorem statutu nauczycieli i nauczycielek szkół charytatywnych i ich reguły.
O. Giuseppe Fiorini Morosini napisał o nim:

W XVII w. Francja wydała trzech wielkich świętych nauczycieli, pionierów szkół chrześcijańskich, powszechnych i bezpłatnych: św.  Jana Chrzciciela de la Salle, bł. Mikołaja Rolanda i  Mikołaja Barré. Ten ostatni chociaż był wzorem i doradcą dwóch poprzednich, chwały ołtarzy dostępuje na końcu (..) jak przystało na prawdziwego syna najmniejszego ze sług Chrystusowych, św. Franciszka z Paoli.

## Beatyfikacja
Po Rewolucji Francuskiej zakon minimitów, założony przez Świętego Franciszka z Paoli, zniknął i jego archiwa były niedostępne. Dokumenty beatyfikacyjne można było zacząć gromadzić dopiero w 1919 roku, opublikowano je 1970 r. a proces beatyfikacyjny został oficjalnie zadekretowany 5 kwietnia 1976 przez papieża Pawła VI. Mikołaj Barré beatyfikowany został przez papieża Jana Pawła II w bazylice św. Piotra na Watykanie 7 marca 1999. Wspomnienie liturgiczne obchodzone jest w dies natalis (31 maja).

## Znaczenie i dorobek
W swej działalności apostolskiej bł. Mikołaja Barré kierował się miłością i pokorą. Był wychowawcą i przewodnikiem duchowym. Zainicjował powszechne bezpłatne kształcenie.